# Tocat el cor
Tocat el cor (títol original en italià Colpire al cuore) és una pel·lícula dramàtica italiana del 1983 dirigida per Gianni Amelio. Ha estat doblada al català.

## Trama
Després de presenciar la mort, en un tiroteig amb la policia, de Sandro Ferrari (un estudiant acollit pel seu pare Dario -professor universitari- uns dies abans, a la vil·la familiar de Bèrgam), Emilio -un introvertit i despreocupat. jove milanès - pensa que el pare està implicat en terrorisme. Després comença la seva pròpia investigació personal, estudiant els moviments de Dario, fotografiant les seves trobades, posant a prova les seves conviccions ideològiques i morals.

## Repartiment
- Jean-Louis Trintignant: Dario
- Fausto Rossi: Emilio
- Laura Morante: Giulia
- Sonia Gessner: Madre di Emilio
- Vanni Corbellini: Sandro Ferrari
- Laura Nucci: mare de Dario
- Matteo Cerami: Matteo
- Vera Rossi

## Sobre la pel·lícula
Opera prima de Gianni Amelio, amb guió de Vincenzo Cerami, està ambientada a les ombrívoles Milà i Bèrgam de principis de la dècada del 1980. Rodada el 1982, amb mitjans molt limitats i en vuit setmanes, és potser la més reeixida de les pel·lícules no dedicades a un episodi concret dels anys de plom. En la seva presentació a Venècia no va estar exempt de judicis especialment contundents: els crítics es van dividir entre els que van fer costat al pare en contra del fill o viceversa, "mentre que –afirma Amelio– en les meves intencions ambdós són víctimes de les circumstàncies".
Nombrosos problemes també van venir de la producció, de Rai, que va retardar vuit mesos l'estrena de la pel·lícula als cinemes i la va programar a la televisió només cinc anys després.
El supervisor de la Rai Paolo Valmarana, tot i que definit pel director com un dels més correctes amb qui ha treballat mai, va imposar la inserció en la part final d'un diàleg retòric en què es deixava clar que la pel·lícula no justificar de qualsevol manera el terrorisme.
De nou el director, en el comentari inclòs a l'edició del DVD, relata que va rodar una escena crucial amb un sol pla seqüència precisament per evitar la possibilitat de talls de censura al diàleg.

## Curiositats
Els interiors de la casa dels protagonistes van ser rodats a la casa de Paolo Taviani, que en aquell moment es trobava als Estats Units.
La revelació de la pel·lícula va ser el nouvingut Fausto Rossi, fill de l'arquitecte Aldo Rossi: en la seva primera actuació com a actor, va protagonitzar al costat de la seva pròpia mare, Sonia Gessner, que interpreta la mare d'Emilio i el la germana Vera Rossi, que interpreta la germana d'Emilio. Aleshores, el jove va doblar tota la pel·lícula (l'àudio en directe no era utilitzable perquè Trintignant actuava en francès), millorant, segons el judici d'Amelio, també l'expressió en diverses escenes.
Malgrat l'èxit de la pel·lícula, i el reconeixement personal obtingut, Rossi mai més va voler tornar a fer altres pel·lícules.

## Reconeixements
- 1983 - David di Donatello.[6]
  - Millor actor debutant a Fausto Rossi
  - Nominació Millor pel·lícula
  - Nominació Millor director a Gianni Amelio
  - Nominació Millor argument a Gianni Amelio i Vincenzo Cerami
- 1983 - Nastro d'Argento
  - Millor argument original a Gianni Amelio
  - Millor actor novell a Fausto Rossi
- 1982 - Mostra Internacional de Cinema de Venècia
  - Nominació Lleó d'or a Gianni Amelio[7]
- 1990 - Premi Flaiano
  - Premi al guió a Vincenzo Cerami